# Europäische Gesellschaft für Ingenieur-Ausbildung
Die Europäische Gesellschaft für Ingenieur-Ausbildung (abgekürzt SEFI nach frz. Société Européenne pour la Formation des Ingénieurs, engl. European Society for Engineering Education) wurde 1973 als non-profit-Organisation unter belgischem Recht gegründet und hat seither den Sitz in Brüssel. Sie stellt das größte Netzwerk von Hochschulen in Europa dar, die sich mit der Ausbildungen von Ingenieuren befassen. Eine wichtige Schwesterorganisation ist die ASEE (American Society for Engineering Education), ein enger Partner die IGIP (Internationale Gesellschaft für Ingenieurpädagogik).
Aufgabe der SEFI ist die Entwicklung, Modernisierung und Verbesserung der Ingenieurausbildung in Europa. Weitere Schwerpunkte liegen in der Stärkung der Kooperation zwischen den verschiedenen technischen Hochschulen Europas, in der Stärkung der Kooperation zwischen Industriepartnern und Hochschulen, sowie in Recruiting und in der Nachwuchsförderung von Ingenieuren.
Die SEFI veranstaltet jährlich stattfindende Fachtagungen ("SEFI Annual Conference") sowie Seminare und Workshops zu Schwerpunktthemen, die rotierend an verschiedenen Hochschulen Europas stattfinden, und ist der Herausgeber des zweimonatlich erscheinenden European Journal of Engineering Education (EJEE), das sich mit verschiedenen Aspekten der Ingenieurausbildung und der Rolle der Ingenieure in der Gesellschaft befasst.
2020 waren 113 Institutionen aus 28 Staaten Mitglieder, dazu kamen Einzelpersonen und andere Mitglieder aus weiteren Staaten.

## Einzelnachweis
1. ↑  www.sefi.be, abgerufen am 16. September 2020